# David O. Russell
Pour les articles homonymes, voir Russell.
David Owen Russell, généralement appelé David O. Russell, est un scénariste, producteur de cinéma, acteur et réalisateur américain, né le 20 août 1958 à New York.

## Biographie
David O. Russell naît à Manhattan de Maria (née Muzio) et Bernard Russell,. Son père fut directeur des ventes pour Simon & Schuster,,, tandis que sa mère y travaillait comme secrétaire. Son père venait d'une famille russe juive, tandis que sa mère était italo-américaine. Il a été élevé dans un foyer athée.

## Carrière

### Révélation critique et progression
Sa carrière cinématographique démarre en 1987 avec un court-métrage, Bingo Inferno, suivi d'un autre deux ans plus tard. Son premier long-métrage, Spanking the Money, en dépit d'un sujet controversé, est salué par la critique et triomphe dans les festivals de cinéma et en salles, de même que le suivant, Flirter avec les embrouilles, avec Ben Stiller, alors inconnu du grand public.
En 1999 il connaît son premier grand succès critique et public avec son troisième long-métrage, Les Rois du désert, mettant en vedette les stars George Clooney, Mark Wahlberg et Ice Cube. Durant le tournage, il sympathise avec Wahlberg, qui devient son acteur-fétiche, mais entretient des relations conflictuelles avec Clooney.
Il entame les années 2000 comme producteur avec The Slaughter Rule et Présentateur vedette : La Légende de Ron Burgundy, mais revient à la réalisation en 2004 avec la comédie indépendante J'adore Huckabees, pour lequel il retrouve Wahlberg aux côtés de Isabelle Huppert, Naomi Watts, Jude Law, Dustin Hoffman, Jason Schwartzman. Durant ce tournage il connaît une autre altercation avec un membre de la distribution : Lily Tomlin. 
Moins bien reçu par la critique, J'adore Huckabees ne rencontre pas non plus le succès public attendu, et O'Russell ne tourne pas de films pendant six ans (hormis le documentaire Soldier's Pay en 2004). En 2008, il avait pourtant commencé le tournage de Nailed, une comédie loufoque menée par Jessica Biel et Jake Gyllenhaal. À la suite de nombreux désaccords avec la production, le tournage est arrêté, et le cinéaste quitte le projet. Le film est bloqué par le studio.

### Retour et consécration critique et commerciale
En 2010, il fait donc son retour derrière la caméra, mais dans un registre dramatique, et sans être auteur du scénario : The Fighter, basé sur la vie du boxeur Micky Ward et de son frère, avec une troisième fois Wahlberg, Christian Bale, Amy Adams et Melissa Leo. Encensé par la critique et le public, le film est récompensé par deux Oscars et deux Golden Globes dans les mêmes catégories (meilleur second rôle masculin pour Christian Bale et meilleur second rôle féminin pour Melissa Leo).
Deux ans plus tard, il écrit et réalise la comédie dramatique Happiness Therapy, avec Bradley Cooper, Jennifer Lawrence et Robert De Niro. Le film confirme le statut de stars de son couple d'acteurs vedettes. Avec quatre nominations aux Golden Globes et huit nominations aux Oscars, le film permet ainsi à Jennifer Lawrence de remporter les deux prix dans la catégorie « meilleure actrice ».
Il convoque de nouveau ce tiercé gagnant, ainsi que le tandem Bale/Adams de The Fighter, pour son prochain projet, qui sort dès 2013 : American Bluff s'inspire de l'affaire ABSCAM dans les années 1970. Christian Bale et Amy Adams incarnent des arnaqueurs qui collaborent avec un agent du FBI incarné par Bradley Cooper, pour faire tomber des hommes politiques corrompus. Le film, qu'il écrit et réalise, récolte 10 nominations aux Oscars 2014 mais ne remporte aucun prix. Il connait néanmoins un large succès commercial.
En 2015, son projet abandonné de 2008 est monté, rebaptisé Accidental Love, et diffusé par le studio qui en avait conservé les bobines. O'Russell n'étant pas impliqué dans cette sortie, il est crédité sous le nom de Stephen Greene au générique. Le film passe inaperçu, et reçoit des critiques catastrophiques.
Cette fin d'année est surtout marquée par la sortie d'une nouvelle comédie dramatique dont il signe une nouvelle fois le scénario et la réalisation : Joy, qui retrace le parcours de Joy Mangano, inventrice du balai à vapeur, réunit pour une troisième fois Jennifer Lawrence, Bradley Cooper et Robert de Niro. Le film obtient un succès critique et commercial mitigé, mais la prestation de Lawrence est récompensée d'un Golden Globe et d'une nomination à l'Oscar de la meilleure actrice.

### Acteurs fétiches
David O. Russell a pris l'habitude de tourner régulièrement avec les mêmes acteurs.
|                      | Flirter avec les embrouilles (1996) | Les Rois du désert (1999) | J'adore Huckabees (2004) | Fighter (2010) | Happiness Therapy (2012) | American Bluff (2013) | Joy (2015) | Amsterdam (2022) |
| -------------------- | ----------------------------------- | ------------------------- | ------------------------ | -------------- | ------------------------ | --------------------- | ---------- | ---------------- |
| Lily Tomlin          | ✔️                                  |                           | ✔️                       |                |                          |                       |            |                  |
| Richard Jenkins      | ✔️                                  |                           | ✔️                       |                |                          |                       |            |                  |
| Mark Wahlberg        |                                     | ✔️                        | ✔️                       | ✔️             |                          |                       |            |                  |
| Saïd Taghmaoui       |                                     | ✔️                        | ✔️                       |                |                          | ✔️                    |            |                  |
| Christian Bale       |                                     |                           |                          | ✔️             |                          | ✔️                    |            | ✔️               |
| Amy Adams            |                                     |                           |                          | ✔️             |                          | ✔️                    |            |                  |
| Melissa McMeekin     |                                     |                           |                          | ✔️             |                          | ✔️                    |            |                  |
| Erica McDermott (en) |                                     |                           |                          | ✔️             |                          | ✔️                    |            |                  |
| Bradley Cooper       |                                     |                           |                          |                | ✔️                       | ✔️                    | ✔️         |                  |
| Jennifer Lawrence    |                                     |                           |                          |                | ✔️                       | ✔️                    | ✔️         |                  |
| Robert De Niro       |                                     |                           |                          |                | ✔️                       | (Non crédité)         | ✔️         | ✔️               |
| Paul Herman          |                                     |                           |                          |                | ✔️                       | ✔️                    |            |                  |
| Shea Whigham         |                                     |                           |                          |                | ✔️                       | ✔️                    |            |                  |
| Elisabeth Röhm       |                                     |                           |                          |                |                          | ✔️                    | ✔️         |                  |
| Colleen Camp         |                                     |                           |                          |                |                          | ✔️                    | ✔️         |                  |
| Jack Huston          |                                     |                           |                          |                |                          | ✔️                    | ✔️         |                  |

## Vie privée

### Mariage et famille
David O. Russell a été marié à la scénariste et réalisatrice Janet Grillo de 1992 à 2007. Depuis, il est en couple avec la costumière Holly Davis.

### Allégation d'agression sexuelle
En décembre 2011, la nièce transgenre de David O. Russell, Nicole Peloquin, âgée de 19 ans, dépose un rapport de police alléguant que le réalisateur l'avait agressée sexuellement. L'affaire fut classée sans qu'aucune charge ne soit retenue, car l'agression présumée se serait déroulée sans témoin. 
Selon le rapport de police, Russell a proposé d'aider sa nièce à faire des exercices abdominaux, pendant lesquels sa main est restée au-dessus de ses organes génitaux. Après que Russell l'ait interrogée sur les hormones qu'elle utilisait pour augmenter la taille de ses seins, il a glissé ses mains sous son vêtement et a palpé ses deux seins[réf. nécessaire].
David O. Russell a lui-même confirmé avoir fait ses gestes à la police, ayant pour seule défense le fait que sa nièce « avait eu un comportement très provocateur » à son égard et l'avait invité à lui toucher les seins. Il a également avoué être « curieux de l'augmentation mammaire ». Cet incident a également été directement mentionné dans le piratage de Sony Pictures en 2014.

### Abus envers acteurs et équipe
Au fil des années, David O. Russell a acquis la réputation d'être agressif et abusif envers le casting de ses films, notamment George Clooney, Lily Tomlin et Amy Adams. Sa réputation s'étend à l'extérieur des plateaux de tournage, puisque Russell a également agressé physiquement Christopher Nolan en 2003 lors d'une fête à Hollywood, durant laquelle il l'a étranglé,.

### Incident en 1998
Pendant le tournage des Rois du Désert, la nouvelle s'est répandue que David O. Russell et George Clooney ont failli se battre à coups de poing sur le plateau. Dans une interview donnée en 2000, Clooney a décrit la confrontation comme la conséquence des tensions qui augmentaient de façon constante sur le tournage. Selon l'acteur, Russell rabaissait l'équipe à la fois verbalement et physiquement. Clooney a estimé que cela dépassait les bornes et a dit au réalisateur : « David, c'est une grosse journée. Mais tu ne peux pas brusquer, bousculer ou humilier des gens qui n'ont pas le droit de se défendre. »[réf. nécessaire]
Après cela, la confrontation s'est intensifiée lorsque, selon Sharon Waxman dans son livre Rebels on the Backlot, Russell a donné un coup de tête à Clooney qui a rétorqué en attrapant le réalisateur par la gorge. 
Selon Clooney, Russell a fini par s'excuser et le tournage s'est poursuivi, mais Clooney a décrit l'incident comme « vraiment, sans exception, la pire expérience de ma vie ». Lorsqu'on lui a demandé s'il travaillerait à nouveau avec Russell, Clooney a répondu : « La vie est trop courte ». Au début de l'année 2012, Clooney a indiqué que Russell et lui s'étaient rabibochés, déclarant : « Nous avons fait un très, très bon film, et nous avons traversé une période très difficile ensemble, mais c'est un cas où nous avons tous les deux pris de l'âge. J'apprécie vraiment le travail qu'il continue de faire, et je pense qu'il apprécie ce que j'essaie de faire ». Cependant, en août 2024, Clooney a déclaré qu'il ne travaillerait plus jamais avec quelqu'un comme Russell.

## Filmographie

### Réalisateur
Longs métrages
- 1994 : Spanking the Monkey
- 1996 : Flirter avec les embrouilles (Flirting with Disaster)
- 1999 : Les Rois du désert (Three Kings)
- 2004 : J'adore Huckabees (I Heart Huckabees)
- 2010 : Fighter (The Fighter)
- 2012 : Happiness Therapy (Silver Linings Playbook)
- 2013 : American Bluff (American Hustle)
- 2015 : L'Amour par accident (Accidental Love) (crédité sous le nom Stephen Greene, film tourné en 2008)
- 2015 : Joy
- 2022 : Amsterdam
- Prévu en 2026 : Madden

Courts métrages
- 1987 : Bingo Inferno (court métrage)
- 1990 : Hairway to the Stars
- 2016 : Past Forward

Documentaires
- 2004 : Soldiers Pay — également producteur

### Producteur
- 2002 : The Slaughter Rule
- 2004 : Présentateur vedette : La Légende de Ron Burgundy (Anchorman: The Legend of Ron Burgundy)
- 2004 : Wake Up, Ron Burgundy: The Lost Movie

### Acteur
- 1999 : Les Rois du désert (Three Kings) de lui-même (non crédité)
- 2003 : Adaptation de Spike Jonze
- 2012 :  Gossip Girl (saison 4, épisode 22)

## Distinctions

### Récompenses
- Detroit Film Critics Society Awards 2012 :
  - Meilleur film pour Happiness Therapy
  - Meilleur réalisateur pour Happiness Therapy
  - Meilleur scénario pour Happiness Therapy
- National Board of Review Awards 2012 : Meilleur scénario adapté pour Happiness Therapy
- St. Louis Film Critics Association Awards 2012 : Meilleur scénario adapté pour Happiness Therapy
- Satellite Awards 2012 :
  - Meilleur film pour Happiness Therapy
  - Meilleur réalisateur pour Happiness Therapy
- Washington D.C. Area Film Critics Association Awards 2012 : Meilleur scénario adapté pour Happiness Therapy

- Australian Academy of Cinema and Television Arts Awards 2013 :
  - Meilleur film pour Happiness Therapy
  - Meilleur réalisateur pour Happiness Therapy
  - Meilleur scénario pour Happiness Therapy
- BAFTA Awards 2013 : Meilleur scénario adapté pour Happiness Therapy
- Denver Film Critics Society Awards 2013 : Meilleur scénario adapté pour Happiness Therapy
- Independent Spirit Awards 2013 :
  - Meilleur film  pour Happiness Therapy
  - Meilleur réalisateur  pour Happiness Therapy
  - Meilleur scénario pour Happiness Therapy
- New York Film Critics Circle Awards 2013 : Meilleur scénario pour American Bluff
- San Francisco Film Critics Circle Awards 2013 : Meilleur scénario original pour American Bluff
- Southeastern Film Critics Associa tion Awards 2013 : Meilleur scénario original pour American Bluff
- Satellite Awards 2014 : Meilleur scénario original pour American Bluff
- Australian Academy of Cinema and Television Arts Awards 2014 : Meilleur scénario pour American Bluff

### Nominations
- Golden Globes 2011 : Golden Globes du meilleur réalisateur pour Fighter

- Oscars 2011 : Oscar du meilleur réalisateur pour Fighter
- Golden Globes 2013 : Golden Globe du meilleur scenario pour Happiness Therapy
- Oscars 2013 : Meilleur réalisateur et meilleur scénario adapté pour Happiness Therapy
- Golden Globes 2014 : Golden Globes du meilleur réalisateur et meilleur scenario pour American bluff
- Oscars 2014 :  Meilleur réalisateur et meilleur scénario original  pour American Bluff

## Box-office
| Films                        | Budget       | États-Unis    | France            | Monde,        |
| Spanking the Monkey          | 200 000 $    | 1 359 736 $   | NC                | NC            |
| Flirter avec les embrouilles | 7 000 000 $  | 14 702 438 $  | 35 539 entrées    | 16 702 438 $  |
| Les Rois du désert           | 48 000 000 $ | 60 652 036 $  | 835 501 entrées   | 107 752 036 $ |
| J'adore Huckabees            | 20 000 000 $ | 12 785 432 $  | 30 798 entrées    | 20 072 172 $  |
| Fighter                      | 25 000 000 $ | 93 617 009 $  | 286 479 entrées   | 129 190 869 $ |
| Happiness Therapy            | 21 000 000 $ | 132 092 958 $ | 1 069 359 entrées | 236 412 453 $ |
| American Bluff               | 40 000 000 $ | 150 117 807 $ | 644 298 entrées   | 251 171 807 $ |
| Joy                          | 60 000 000 $ | 56 451 232 $  | 512 726 entrées   | 101 134 059 $ |

- Légendes : Budget (entre 1 et 10 M$, entre 10 et 100 M$ et plus de 100 M$), États-Unis (entre 1 et 50 M$, entre 50 et 100 M$ et plus de 100 M$), France (entre 100 000 et 1 M d'entrées, entre 1 et 2 M d'entrées et plus de 2 M d'entrées) et monde (entre 1 et 100 M$, entre 100 et 200 M$ et plus de 200 M$).